# Elvira Fortunato
Elvira Maria Correia Fortunato, née le 22 juillet 1964 à Almada, est une femme politique, scientifique, chercheuse et professeure portugaise.
C'est une pionnière mondiale de l'électronique, notamment pour ses recherches sur  les transistors, les mémoires, les batteries, les écrans, les antennes et les cellules solaires. Elle est considérée comme la "mère" du transistor en papier .
Lors de la constitution du XXIIIe gouvernement constitutionnel du Portugal, après les élections législatives portugaises de 2022, elle est nommée ministre de la Science, de la Technologie et de l'Enseignement supérieur du Portugal.
Elle a été par ailleurs vice-rectrice de l'Université nouvelle de Lisbonne.

## Biographie
Née à Almada, elle est diplômée en génie des matériaux à la Faculté des sciences et technologies de l'Université nouvelle de Lisbonne. Elle a achevé son doctorat dans les domaines de la microélectronique et de l'opto-électronique, en 1995, sous la direction de Rodrigo Martins.
Professeure titulaire et chercheuse à la Faculté des sciences et de la technologie de l'Université nouvelle de Lisbonne,, elle a été nommée vice-rectrice, le 14 septembre 2017.
L'équipe de chercheurs du  Centre de recherche sur les matériaux (ou CENIMAT), dirigée par elle-même et Rodrigo Martins s'est rendue célèbre en découvrant le transistor papier,.
Le 8 juin 2010, elle a reçu le grade de Grand Officier de l'Ordre de l'Infant Dom Henri. 
Membre du Conseil des ordres nationaux portugais depuis le 9 juin 2016, elle a reçu le prix Pessoa 2020.

## Vie privée
Elle est mariée depuis 1986 au scientifique et chercheur Rodrigo Martins, l'un des inventeurs du papier électronique. Ils ont une fille. 

## Champ de recherches
Ses recherches se concentrent sur l'exploration de nouveaux matériaux électroniques actifs, respectueux de l'environnement et compatibles avec l'électronqiue flexible (en). Cela l'a conduite à l'invention du premier transistor en papier en 2008, qui utilise le papier, un biopolymère flexible et peu coûteux, comme couche isolante (diélectrique de grille) d'un transistor à couche mince, en remplacement du silicium couramment utilisé. Elle a été à l'avant-garde de la recherche européenne sur l'électronique transparente, à savoir les transistors à couche mince basés sur des semi-conducteurs d'oxydes, démontrant que ces matériaux peuvent être utilisés comme de véritables semi-conducteurs.
La technologie de l'électronique en papier a des applications qui incluent les biocapteurs, les étiquettes d'identification par radiofréquence (RFID) dans les expéditions et la gestion des stocks. 

## Distinctions
- Grand-officier de l'ordre de l'Infant Dom Henri